# Relações entre Argélia e China
As relações entre Argélia e China referem-se às relações atuais e históricas entre a Argélia e a China. Os dois países têm relações tradicionalmente fortes. Em 2010, as relações foram consideradas as mais fortes de todas as relações árabe-chinesas.  As relações estão focadas principalmente em torno dos laços comerciais.

## Financiamento chinês ao desenvolvimento para a Argélia
De 2000 a 2011, existiram aproximadamente nove projetos oficiais chineses de financiamento ao desenvolvimento identificados na Argélia através de vários relatórios da mídia.  Esses projetos variam de uma oferta de um empréstimo preferencial de cerca de 48 milhões de dólares em 2004  a construção de uma ópera com um custo total de 300 milhões de yuans em 2010. 

## Energia
A partir de 1996, a Argélia tinha dois reatores nucleares, um dos quais era uma instalação de pesquisa de água pesada construída pela China. A Argélia assinou o Tratado de Não Proliferação de Armas Nucleares em junho de 1996. 